# Salganea foveolata
Salganea foveolata är en kackerlacksart som beskrevs av Henri Saussure 1895. Salganea foveolata ingår i släktet Salganea och familjen jättekackerlackor. Inga underarter finns listade i Catalogue of Life.